# Ristoro di Andrea
Ristoro di Andrea ist ein zuerst um 1343 urkundlich erwähnter  Buchmaler und Tafelbildmaler, der wahrscheinlich in Florenz in Italien tätig war. Es wurde in der Kunstgeschichte die These vertreten, er sei identisch mit dem bisher namentlich nicht bekannten florentinischen Maler, dem unter dem Notnamen Meister der Dominikanischen Bildnisse einige Tafelbilder und Buchmalereien zugeordnet werden. Diese Meinung konnte sich jedoch nicht durchsetzen. 